# Betaalmiddel in de Harry Potterserie

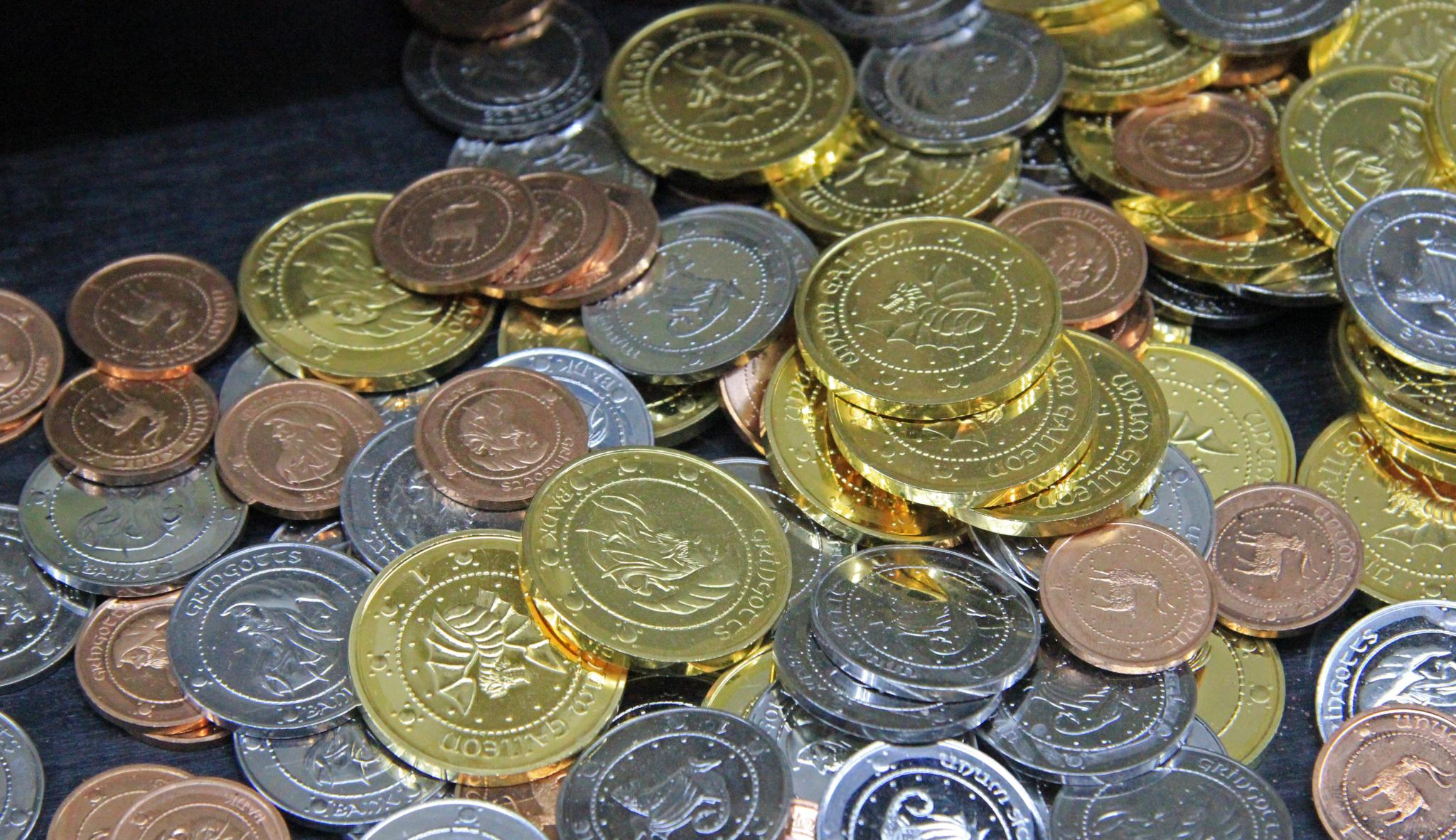
Tovenaarsgeld

De betaalmiddelen in de wereld van Harry Potter zijn: het gouden galjoen, de zilveren sikkel en de bronzen knoet. Er gaan 17 sikkels in één galjoen, 29 knoeten in één sikkel, en dus 493 knoeten in één galjoen.
| Naam munt | # Galjoenen | # Sikkels | # Knoeten | In euro's | In dollars | In ponden |
| --------- | ----------- | --------- | --------- | --------- | ---------- | --------- |
| Galjoen   | 1           | 17        | 493       | ± € 7,50  | ± $ 9,75   | ± £ 5,00  |
| Sikkel    | ± 0,06      | 1         | 29        | ± € 0,44  | ± $ 0,57   | ± £ 0,29  |
| Knoet     | ± 0,002     | ± 0,035   | 1         | ± € 0,02  | ± $ 0,02   | ± £ 0,01  |

De enige en bekende bank is Goudgrijp, waar tovenaarsgeld ingewisseld kan worden van en naar dreuzelgeld. Ook worden daar de munten geslagen door de kobolden die er werken. Elke munt heeft een nummer op de zijkant dat verwijst naar de kobold die de munt geslagen heeft. De bank is gevestigd aan de Wegisweg in Londen.

## Prijzen van voorwerpen of artikelen
In de boeken zijn van verschillende voorwerpen en artikelen de prijzen te vinden.
| Steen der Wijzen         | Zilveren eenhoorn hoorn: 21 galjoenen Toverstaf Harry: 7 galjoenen Onsje drakenlever: 16 sikkels Snoep in trein: 11 sikkels en 7 knoeten Zwarte keveroogjes: 5 knoeten per schep Krant: 5 knoeten              |
| De Geheime Kamer         | Boete voor betoveren Ford Anglia: 50 galjoenen |
| De Gevangene van Azkaban | Enkeltje Londen Collectebus: 11 sikkels Warme chocolademelk: 2 sikkels Tandenborstel en warme kruik: 2 sikkels                                                                                                 |
| De Vuurbeker             | Omniscoop: 10 galjoenen Kanariekano: 7 sikkels |
| De Orde van de Feniks    | Hoofdloze hoeden: 2 galjoenen Boenbox voor beginners: 5 galjoenen Buruffio's Breinelixer: 12 galjoenen Zwart met gouden veer: 15 sikkels en 2 knoeten Boterbier: 2 sikkels Ochtendprofeet: 1 knoet             |
| De Halfbloed Prins       | product tovertweelingtopfopshop: 5 galjoenen Metamorf-Medaillons: 10 galjoenen Schedel: 16 galjoenen Toverdranken voor Gevorderden: 9 galjoenen Cursus Verschijnselen: 12 galjoenen Eenhoornhaar: 10 galjoenen |

Het is niet zo eenvoudig om het tovenaarsgoud om te rekenen naar bijvoorbeeld euro's. Zo is een boek (Toverdranken voor Gevorderden, 9 galjoenen) wel te vergelijken met een boek in Nederland. Een studieboek kost gemiddeld zo'n € 45,-. Dan is een galjoen € 5,- waard. Wanneer je echter daar een sikkel uit berekent, kom je uit op ongeveer 29 eurocent. Dat betekent dat boterbier of warme chocolademelk (allebei 2 sikkels) ongeveer 58 eurocent kost; dat komt niet overeen met de prijzen in de horeca: een biertje kost ongeveer € 2,50 en warme chocolademelk zal niet veel minder zijn. Een ander opvallend gegeven is de prijs van een krant. In de Steen der Wijzen kost een krant 5 knoeten, maar daar betaal je ook voor de uil. terwijl een krant in de Orde van de Feniks 1 knoet kost; dat betekent dat een uil 4 knoeten kost. Een krant in Nederland kost ongeveer € 3,-, en dat zou betekenen dat een knoet ongeveer € 3,- waard zou zijn. Dat zou een sikkel € 87,- waard maken en een galjoen € 1.479,-. Een verklaring voor al deze enigszins tegenstrijdige gegevens is dat J.K. Rowling in interviews heeft gezegd dat ze niet zo goed is met cijfers en rekenen.

## Trivia
Tot de overgang naar het decimale stelsel in 1971 werd het pond onderverdeeld in 20 shillings en een shilling in 12 pence. Prijzen werden weergegeven als L/s/d (librae, solidi, denarii: zoveel pond, zoveel shilling en zoveel pence), wat het omrekenen voor toeristen zeer ingewikkeld maakte. Een bedrag onder een pond, bijvoorbeeld 3/6, werd uitgesproken als 'three and six'.
De "s" van shilling stond in principe niet voor het woord zelf, maar voor het Latijnse solidus. Het symbool voor de penny was tot de overgang een "d", van het Latijnse denarius. 
 Het lijkt er op dat J.K. Rowling zich heeft laten inspireren door de verdeling van het oude pond bij het verzinnen van galjoen, sikkel en knoet.